# محمد عبد الواحد
محمد عبد الواحد لاعب كرة قدم مصري في مركز الجناح الأيسر ، من ناشئي نادي الترسانة ، لعب للعديد من الأندية المصرية بالإضافة إلى احترافه في بلجيكا واللعب لناديي ليرس وتورنهاوت ، ولعب لمنتخب الشباب والمنتخب الأول ، وحاليًا يعمل كمدرب مساعد في الجهاز الفني لنادي ليرس .

## روابط خارجية
- محمد عبد الواحد على موقع أرشيف الشارخ.
- محمد عبد الواحد على موقع الاتحاد الدولي (مؤرشف)  (الإنجليزية)
- محمد عبد الواحد على موقع قاعدة بيانات كرة القدم.إي يو (الإنجليزية)
- محمد عبد الواحد على موقع ناشيونال فوتبول تيمز (الإنجليزية)
- محمد عبد الواحد